# José María Sánchez Martínez
José María Sánchez Martínez (Lorca, 3 oktober 1983) is een Spaans voetbalscheidsrechter. Hij werd vanaf 2017 opgenomen door FIFA en UEFA en fluit sindsdien internationale wedstrijden. Hij is ook actief in de UEFA Youth League.
Op 13 juli 2017 maakte Sánchez Martínez zijn debuut in Europees verband tijdens een wedstrijd tussen AS Trenčín en Bnei Jehoeda Tel Aviv in de UEFA Cup. De wedstrijd eindigde op 1–1. Er vielen vier gele kaarten en Maor Kandil van Tel Aviv werd met twee gele kaarten van het terrein gestuurd.
Zijn eerste interland floot hij op 22 maart 2019 toen Argentinië met 1–3 verloor van Venezuela. Er werden acht gele kaarten uitgedeeld waarvan 6 voor Venezuela.

## Interlands
| Datum         | Plaats         | Wedstrijd              | Uitslag | Competitie        | Kreeg geel | Kreeg voor de tweede keer geel en dus rood | Weggestuurd |
| ------------- | -------------- | ---------------------- | ------- | ----------------- | ---------- | ------------------------------------------ | ----------- |
| 22 maart 2019 | Madrid, Spanje | Argentinië – Venezuela | 1 – 3   | Vriendschappelijk | 8          | 0                                          | 0           |

Laatste aanpassing op 28 maart 2019